# Borgo municipale di Wood Green
Il Borgo municipale di Wood Green fu un comune inglese del Middlesex esistito fra il 1888 e il 1965.

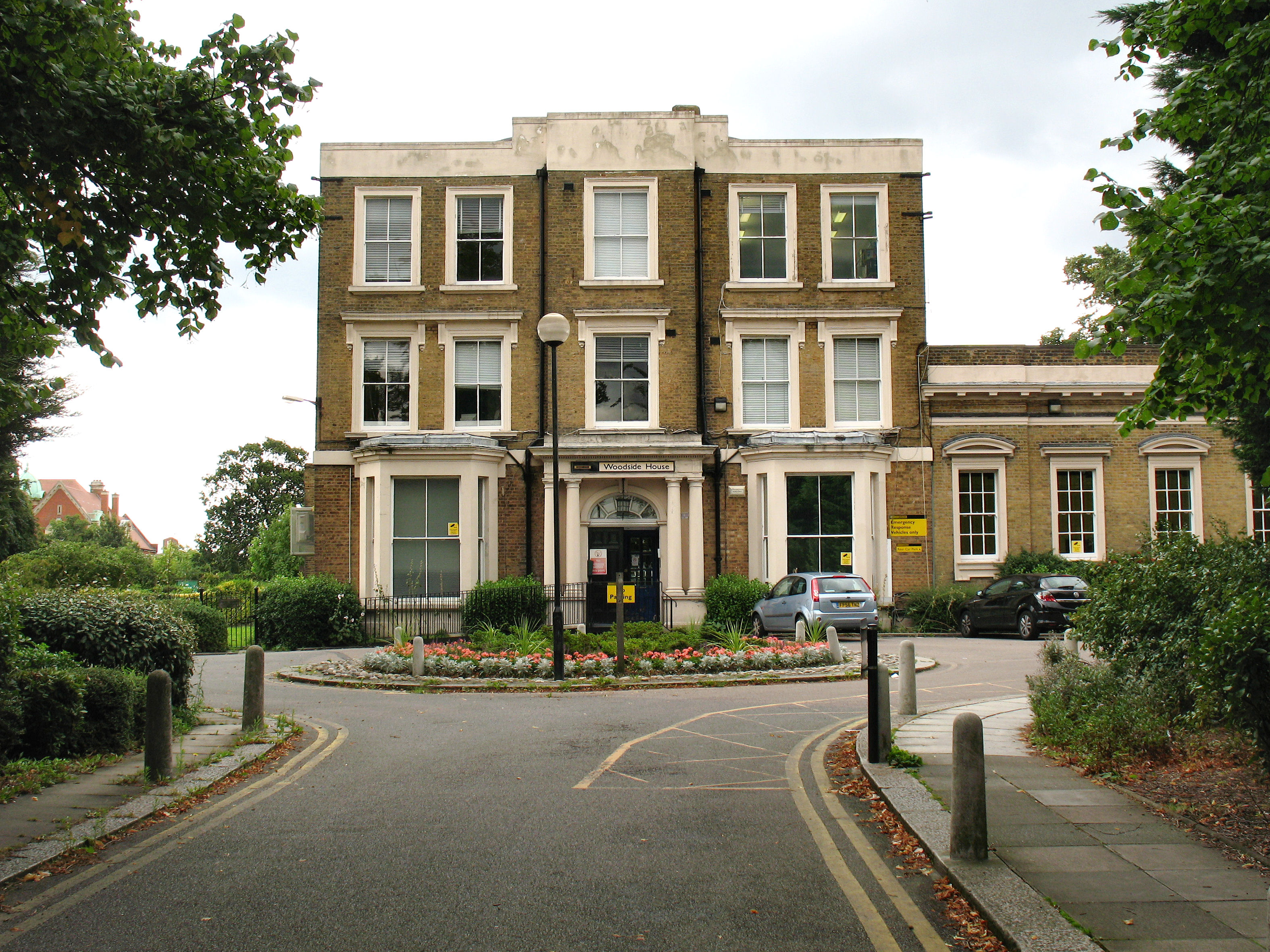
Il vecchio municipio

Prima della sua istituzione, la municipio di Wood Green era null'altro che un quartiere di Tottenham. Le pressioni autonomistiche dei residenti portarono dapprima a creare un'autorità locale, poi un distretto urbano nel 1894 e un vero e proprio municipio nel 1933. Esteso per 6 km², aveva una popolazione di 42.000 abitanti ad inizio Novecento e di 98.000 residenti nei primi anni sessanta. 
Nel 1965 il municipio fu soppresso ed andò a fondersi in Haringey.